# Порт-Доре (станция метро)
Порт-Доре (фр. Porte Dorée) — станция линии 8 Парижского метрополитена, расположенная в XII округе Парижа. Названа по бывшим воротам Стены Тьера, ныне развязке на трассе Периферик. Недалеко от станции располагаются вход в Венсенский лес с зоопарком, Музей иммиграции и Дворец Порт-Доре.

## История
- Станция открыта 5 мая 1931 года в составе пускового участка линии 8 Ришельё — Друо — Порт-де-Шарентон.
- Пассажиропоток по станции по входу в 2011 году, по данным RATP, составил 2 675 992 человек[3]. В 2012 году этот показатель вырос до 2 770 349 человек[4], а в 2013 году на станцию вошли 2 702 079 пассажиров (201 место по уровню входного пассажиропотока в Парижском метро)[5]

## Путевое развитие
К юго-западу от станции располагается пошёрстный съезд

## Галерея

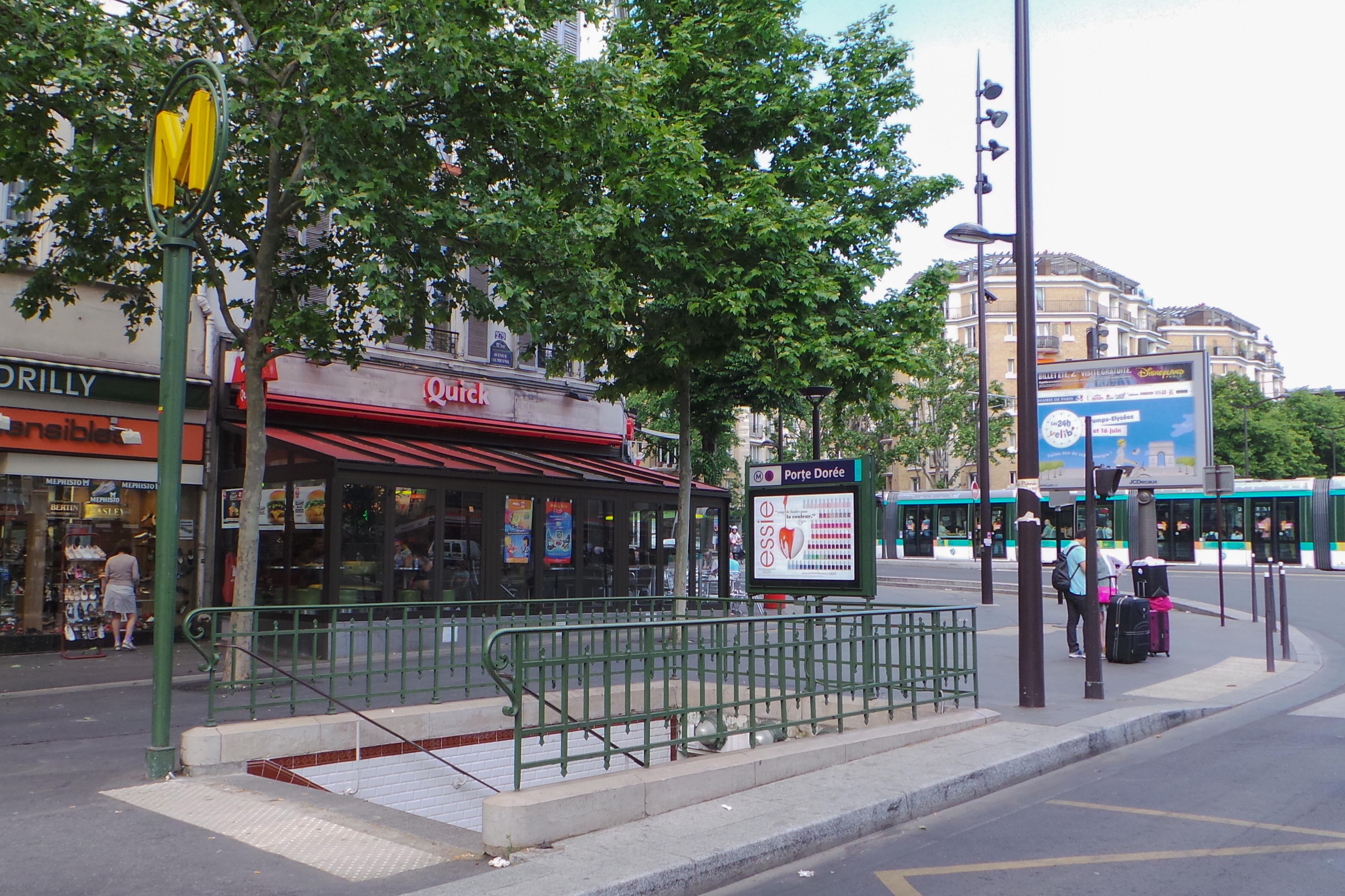
Лестничный сход